# Harmonie de Vriendschap
Harmonie "De Vriendschap" is een harmonieorkest uit Woerden. Op 24 september 1930 werd het opgericht, destijds als fluitistenclub. In 1967 werd hier een majorettekorps aan toegevoegd. 

## Optredens
Naast optredens in de omgeving zoals bij avondvierdaagse en Woerdense Vakantieweek, geeft Harmonie "De Vriendschap" driemaal per jaar een koffieconcert.

## Taptoe
Ieder jaar in september werd in het centrum van Woerden een taptoe georganiseerd, welke de oudste burgertaptoe van Nederland is. In eerste instantie bij het Kasteel van Woerden, maar toen de slotgracht hier weer werd open gegraven werd uitgeweken naar de Woerdense binnenstad. In 2013 werd de taptoe binnen gehouden, nadat een aantal maal de taptoe niet door kon gaan vanwege slecht weer. De jaren daarna werd de taptoe niet gehouden, omdat het financieel niet haalbaar was. In 2017, 2018 en 2019 werd samen met de gemeente Woerden de Taptoe georganiseerd als onderdeel van de Graskaasdag.

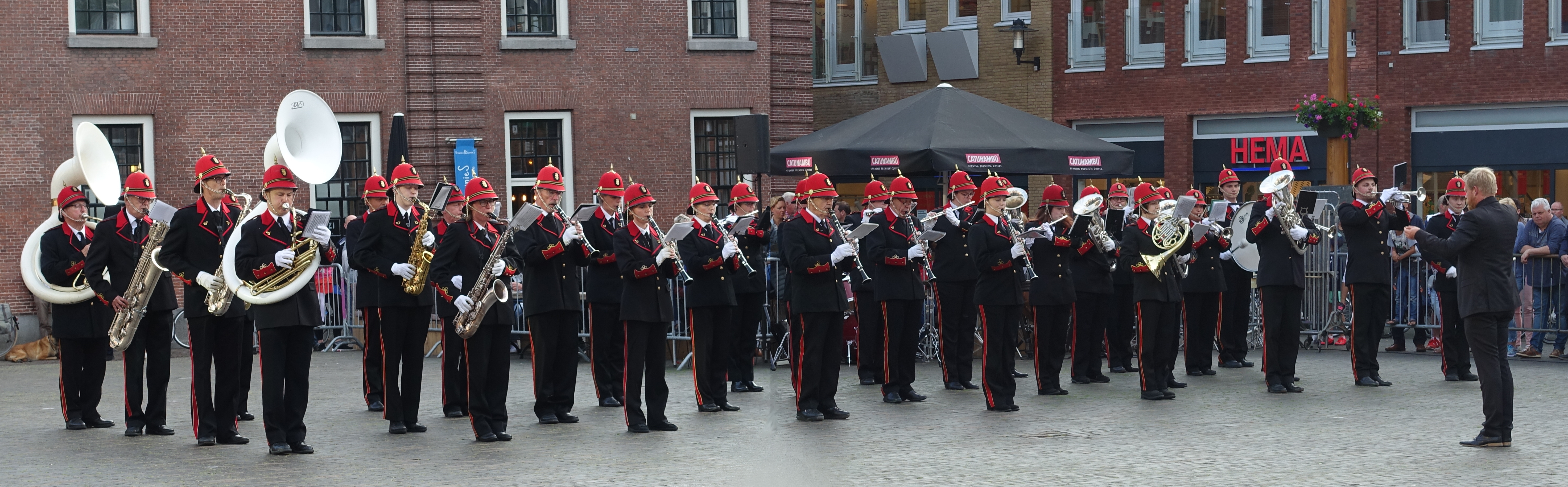
Taptoe 2019 op het Kerkplein Woerden

## Overige optredens

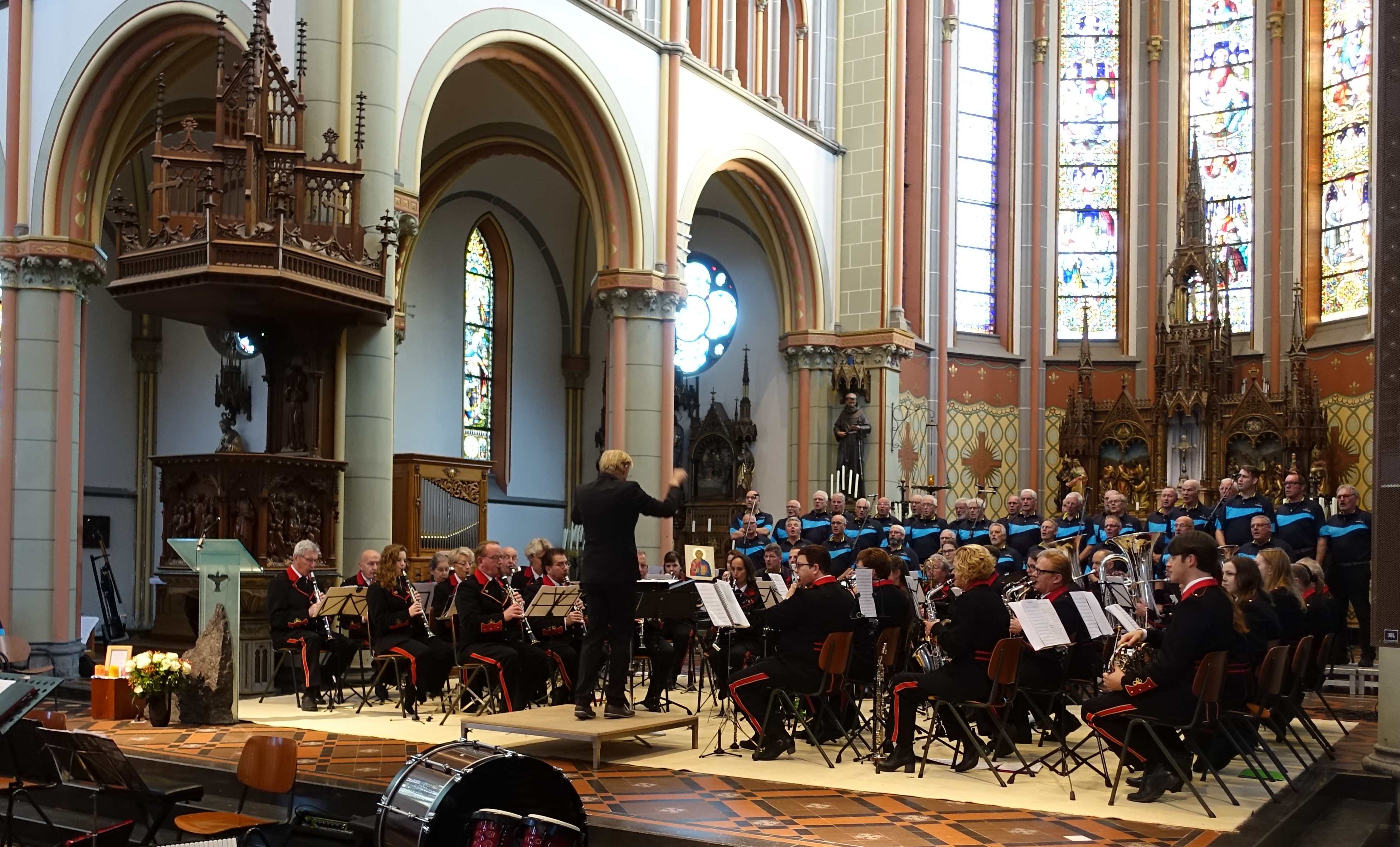
Harmonie de Vriendschap in 2018 met achter het orkest Koor Bravour.

In 2017 en 2018 trad de Harmonie op samen met shanty Koor Bravour in de Bonaventurakerk te Woerden.